# John Fullerton Evetts
Sir John Fullerton Evetts, britanski general, * 1891, † 1988.